# Wijngaardbrug (Geraardsbergen)
De Wijngaardbrug is een hefbrug over de Dender en één van de twee bruggen in het centrum van de stad Geraardsbergen.

## Geschiedenis
De Wijngaardbrug (ook wel bekend toen als "le pont neuf" of Nieuwe Brug) was tot 1864 een gewone stenen brug wanneer de brug werd afgebroken in het kader van de kanalisatiewerken van de Dender.
De huidige Wijngaardbrug bestaat al zeker vanaf het jaar 1918.

## Technische specificaties
De Wijngaardbrug is een beweegbare stalen brug die als hefbrug door 4 bovengrondse hydraulische cilinders in hoogte verplaatst wordt. De elektromechanische uitrusting (EMU) is naast de brug, in het gelijkvloerse technische lokaal van het bedieningsgebouw geïnstalleerd. Het bedieningspaneel staat in een van de lokalen van de verdieping van het bedieningsgebouw. 
De brug zelf is 2,48 m hoog. Er worden echter enkel vaartuigen toegelaten die onder de maximale dimensies van 5,10 m breed, en een diepgang van 2,18 m als de brug gesloten is of 5,12 m als de brug open is.

## Onderhoudsprojecten
Er zijn doorheen de jaren al meerdere onderhoudsprojecten bij deze brug gebeurd, hierbij een lijst van deze projecten:
- 2004-2005: Verhoging brug 20 cm.[6]
- 2008: Verwijdering van de slechte overlaging (Soepele berijdbare tegels) op het stalen, bereden bruggedeelte. Herstelling en uitvlakking met elastisch kunsthars.
- 2011: 'Onderhoudswerken'[7]
- 28 juni 2021-8 juni 2022: vernieuwing elektromechanische uitrusting dat bediening op afstand in de toekomst mogelijk maakt, vervanging van de aluminium brugdekpanelen en de herschildering van de hele constructie, om corrosie tegen te gaan.[8][9][10][11]